# Ilya Pomazun
Ilya Aleksandrovich Pomazun (Kaliningrado, 16 de agosto de 1996) é um futebolista russo que atua como goleiro. Atualmente, atua pelo Spartak Moscou.

## Carreira

### CSKA Moscou
Ilya Pomazun se profissionalizou no PFC CSKA Moscovo, em 2017.

## Títulos
CSKA Moscou
- Supercopa da Rússia: 2018[2]